# Skalkläder
Skalkläder kallas det yttersta lagret av ytterkläder, "skalet" som man har för att skydda mot väta (nederbörd och stänk) och vind, medan lager under skalplaggen finns för värmeisolering. Skalkläder finns som jackor, overaller och för både barn och vuxna.